# Rick Apodaca
Richard Jason « Rick » Apodaca, né le 1er juillet 1980 à North Bergen, dans le New Jersey, est un joueur portoricain de basket-ball, évoluant aux postes d'arrière et d'ailier.

## Carrière

### Palmarès
- 3e du Championnat des Amériques de basket-ball 2003, 2007